# Bếp hồng ngoại
Bếp hồng ngoại là những loại bếp sử dụng điện năng đốt nóng các bóng halogen hoặc mâm nhiệt phát ra năng lượng hồng ngoại để nấu thức ăn.

## Phân Loại
Bếp hồng ngoại có hai loại. Bếp dùng bóng đèn halogen và bếp dùng mâm nhiệt:
- Bếp hồng ngoại sử dụng bóng đèn Halogen gồm nhiều đèn halogen chiếu sáng. Khi bóng đèn sáng, nhiệt độ tăng, làm nóng tất cả các chất liệu đặt lên trên nó. Các bóng halogen trong bếp có độ bền cao hơn rất nhiều lần so với bóng đèn halogen thông thường.
- Bếp hồng ngoại sử dụng mâm nhiệt là những cuộn dây may so được cấu tạo từ nhiều chất liệu có khả năng sinh nhiệt và độ bền cao.

## Hoạt Động
Bếp hồng ngoại sử dụng điện năng để đốt nóng bóng halogen hoặc mâm nhiệt đặt dưới một một tấm kính hội tụ có tác dụng tập trung nhiệt ở một khu vực nhất định được đáng dấu bằng vòng tròn tuỳ theo kích cỡ của bếp, dùng nhiệt đó để nấu chín thức ăn. Bếp có quạt làm mát để tăng độ bền và giúp bếp không nóng ra ngoài khu vực tập trung nhiệt.

## Ưu điểm
- Nấu ăn nhanh, công suất có thể đạt từ 1800W - 2200W
- Bếp hồng ngoại không kén nồi như bếp từ, có thể sử dụng hầu hết các chất liệu của thiết bị nấu nướng.
- Bếp tích hợp nhiều tính năng: như điều chỉnh nhiệt độ, thời gian nấu... phù hợp cho mọi nhu cầu của người dùng

## Nhược điểm
- Bề mặt của bếp toả nhiệt rất lớn có thể gây bỏng cho người sử dụng và khiến các linh kiện điện tử trong bếp giảm độ bền
- Khu vực được đánh dấu tập trung nhiệt có thể gây lãng phí khi nồi nhỏ hơn